# Hexafluoraceton
Hexafluoraceton (HFA) ist ein Derivat des Acetons, bei dem alle Wasserstoffatome durch Fluor ersetzt sind. Als Feinchemikalie ist es im Handel als Sesquihydrat, also mit formal 1,5 Wassermolekülen pro Molekül. Es dient als Baustein bei der Synthese fluorhaltiger organischer Verbindungen.

## Herstellung
Zur Herstellung von Hexafluoraceton wird technisch zumeist die Isomerisierung von Hexafluor-1,2-epoxypropan gewählt. So erhält man es durch Umsetzung in Gegenwart von lewis-sauren Katalysatoren wie Aluminiumoxid, Titandioxid, Wolfram(IV)-oxid, Aluminiumchlorid, Aluminiumbromid, Zinn(IV)-chlorid, Vanadium(V)-oxidtrichlorid, Titan(IV)-chlorid, Eisen(III)-chlorid, Kupfer(II)-chlorid oder Zirconylchlorid.
Eine weitere technische Herstellung erfolgt durch die Umsetzung von Hexachloraceton mit Fluorwasserstoff.
{\displaystyle {\ce {Cl3C-CO-CCl3 + 6 HF -> F3C-CO-CF3 + 6 HCl}}}
Eine Labormethode beruht auf der Umsetzung von Perfluorpropen mit Schwefel und Kaliumfluorid und anschließender Ringöffnung des Dithietans mit Kaliumfluorid und Kaliumiodat zum HFA.

## Eigenschaften
Hexafluoraceton ist bis 300 °C praktisch thermisch stabil. Eine Zersetzung führt oberhalb von 500 °C zu Hexafluorethan und Kohlenmonoxid. Oberhalb von 600 °C entstehen auch Trifluoracetylfluorid und Perfluorisobuten.
{\displaystyle {\ce {F3C-CO-CF3 -> F3C-CF3 + CO}}}
Im Hexafluoraceton ist das Carbonyl-Kohlenstoffatom durch seine benachbarten Trifluormethyl-Reste sehr elektronenarm und daher gegenüber Nucleophilen wie selbst Aromaten oder Olefinen reaktionsfähig. Mit Wasser bilden sich schnell stabile Hydrate. Es sind ein Monohydrat, ein Sesquihydrat und ein Trihydrat bekannt. Analog reagiert Hexafluoraceton mit Ammoniak zum entsprechenden Halbaminal (CF3)2C(OH)(NH2), deren Dehydratisierung mit Phosphoroxychlorid (POCl3) das Hexafluor-2-propylimin (CF3)2CNH liefert.

## Verwendung
Eine Bedeutung hat HFA als elektrophiles Reagenz für die Substitution an Aromaten. So reagiert es meist in Gegenwart von Säuren zu den entsprechenden Hexafluor-2-hydroxy-2-aryl-Verbindungen, die als Zwischenprodukte in der Wirkstoffsynthese dienen.

Das Wasserstoffperoxid-Addukt von HFA, Hexafluor-2-hydroperoxy-2-propanol, ist ein potentes Epoxidierungsmittel.
Die Reduktion von HFA mit Lithiumaluminiumhydrid oder Natriumborhydrid liefert das wichtige Lösungsmittel Hexafluor-2-propanol. Diese Reduktion gelingt auch durch katalytische Hydrierung sowohl in der Gasphase als auch in flüssigem HFA.
Aus Hexafluoraceton werden durch Umsetzung mit Aromaten Vernetzungsmittel für Kautschuke sowie Monomere für die Herstellung von Polyamiden erzeugt.

## Externe Links zu erwähnten Verbindungen
1. ↑  Externe Identifikatoren von bzw. Datenbank-Links zu Hexafluoracetonmonohydrat:  CAS-Nr.: 10543-95-0, PubChem: 61525, Wikidata: Q83012216.
2. ↑  Externe Identifikatoren von bzw. Datenbank-Links zu Hexafluoraceton-Sesquihydrat:  CAS-Nr.: 13098-39-0, EG-Nr.: 670-379-0, ECHA-InfoCard: 100.196.107, PubChem: 3032602, ChemSpider: 2297537, Wikidata: Q27275779.
3. ↑  Externe Identifikatoren von bzw. Datenbank-Links zu Hexafluoracetontrihydrat:  CAS-Nr.: 34202-69-2, EG-Nr.: 629-519-6, ECHA-InfoCard: 100.157.694, PubChem: 36719, Wikidata: Q72481691.
4. ↑  Externe Identifikatoren von bzw. Datenbank-Links zu Hexafluor-2-propylimin:  CAS-Nr.: 1645-75-6, PubChem: 74239, Wikidata: Q81985293.
5. ↑  Externe Identifikatoren von bzw. Datenbank-Links zu Hexafluor-2-hydroperoxy-2-propanol:  CAS-Nr.: 32751-01-2, PubChem: 12574428, Wikidata: Q82356608.